# Oum
Oum El Ghaït Benessahraoui (en árabe: أم الغيث بن الصحراوي‎), más conocida como Oum (en árabe: أوم‎) (Casablanca, 8 de abril de 1978), es una cantautora marroquí de música popular moderna de su país. Actúa y graba tanto en el norte de África como en Europa, y mezcla en sus canciones influencias de música islámica, música en hassani, jazz, gospel, soul, afrobeat y sufí.

## Trayectoria
Creció en Marrakech. Su música se inspira en la música popular marroquí, la poesía hassani (cultura del desierto marroquí) y los ritmos africanos. Interpreta sus letras en árabe marroquí (Darija), francés, inglés y español.
A los catorce años, Oum se unió a un coro de gospel en su Casablanca natal, donde impresionó a los oyentes con su voz y su interpretación. A los diecisiete años, su primera canción, This is your heart, que compuso para apoyar a la organización benéfica Les malades du cœur, le valió su primera aparición en televisión. En 1996, ingresó en la Escuela Nacional de Arquitectura de Rabat, donde prosiguió sus estudios hasta su graduación en 2002. Al mismo tiempo, empezó a actuar en público. Con una voz potente y expresiva, interpretó canciones de cantantes como Aretha Franklin, Ella Fitzgerald o Whitney Houston. En 1998, Oum tuvo su primera experiencia con el hip-hop y el RnB y trabajó con Djo Catangana, productor y creador del colectivo de hip hop francés Mafia Trece. En 2002, Philippe Delmas se fijó en ella y la invitó a París. Durante dos años, alternó sesiones de grabación y conciertos en Casablanca con el grupo Brotherhood. En 2004 puso fin a su etapa parisina. De vuelta a Marruecos, se adentró en los universos musicales de las tradiciones Gnaoui y Hassani. La decisión de Oum de introducir esos ritmos locales no sólo influyó en las melodías de sus canciones, sino también en sus letras. Actuó con Barry, músico conocido por su fusión de estilos y repertorios musicales, en los escenarios del Festival Gnaoua y Músicas del Mundo de Essaouira, el Tanjazz de Tánger y el Barcelona Acció Musical de Barcelona.
Su primer álbum, Lik 'Oum, se publicó en Casablanca en mayo de 2009. El primer sencillo de Sweerty, su segundo álbum es Whowa (Él en darija marroquí) se publicó con un videoclip en enero de 2010. En julio de 2012, publicó Harguin, una colaboración con Blitz the Ambassador sobre el tema de la inmigración ilegal procedente del África subsahariana.
Oum fue invitada a la sede de la Unesco en París con motivo del Día Internacional de la Mujer para dar un concierto el 7 de marzo de 2012. En junio de 2013, fue invitada a participar en el Festival Gnaoua y Músicas del Mundo de Essaouira.
Su canción Taragalte, del álbum de 2013 Soul of Morocco, se utilizó en la película Beirut de 2018. En septiembre de 2015, lanzó su cuarto álbum, Zarabi, (Alfombras en darija marroquí) y es un homenaje a los tejedores de alfombras del pueblo de M'Hamid El Ghizlane en la región del Sahara en el sur de Marruecos. Escribió y codirigió el álbum con Mathis Haug. Yacir Rami la acompañó en el laúd. Los músicos cubanos Damián Nueva en el contrabajo y Yelfris Valdés en la trompeta, así como la percusionista marroquí Rhani Krija, que ha tocado con Sting, Peter Gabriel y otros, se unieron a su banda para este álbum.

## Discografía

### Álbumes
| 2009: Lik'Oum                                                      |
| ------------------------------------------------------------------ |
| 1. Intro 2. Salam 3. Marrakech 4. Lik 5. Aji 6. Bahja 7. Menni Lik |

| 2012: Sweerty |
| --- |
| (Lof Music) 1. Bird in Cage 2. On the Wall 3. Little Girl 4. Neddik 5. Heaven Blue' 6. On the Moon 7. Whowa 8. Oum Maysan 9. Aoulama 10. Harguin (feat. Blitz The Ambassador) 11. Love Is Alive 12. Raver 13. Soul Trap 14. Mnama 15. Oum Song (bonus track, feat. Manu Dibango) |

| 2013: Soul of Morocco                                                                  |
| -------------------------------------------------------------------------------------- |
| 1. Whowa 2. Shine 3. Salam 4. Lik 5. Haylala 6. Mnama 7. Taragalte 8. Menni Lik 9. Aji |

| 2015: Zarabi |
| --- |
| En Zarabi, Oum reúne sus influencias y ofrece un álbum intemporal de música marroquí contemporánea. Un álbum que ondula y estremece, exalta y goza, donde los elementos están al servicio de la emoción. Un viaje iniciático salpicado de sueños y encuentros, en busca de la perfecta armonía de los cuerpos. Desenvuelto con delicadeza y deleite a medida que se despliegan las canciones, Zarabi es un manifiesto del placer, cuyo tejido es de cáñamo y cuyo canto es de seda. Es también, y sobre todo, un homenaje a las mujeres de Taragalte que, frente a sus telares, reencarnan en alfombras las prendas que les han sido confiadas, Zarabi 1. Nia 2. Lia 3. Hna 4. Jini 5. Ah Wah 6. Wali 7. Mansit 8. N'nay 9. Saadi 10. Veinte Años |

| 2019: Daba |
| --- |
| (Music Development Company) 1. Fasl 2. Chajra 3. Temma 4. Daba 5. Rhyam 6. Jnan (Interlude) 7. Kemmy 8. Mezzinellil 9. Ha 10. Yabhar 11. Laji 12. Sadak |

### Singles
1. Oum featuring Barry : Dear Mamma (2003)
2. Hamdoullah (2004)
3. Daym Allah (2004)
4. Africa (2004)
5. Humilité (2005)
6. La Ti’ass feat. H. Kayne (2008)
7. Hip Hop Exchange Featuring H-Kayne & Tote King (2009)
8. Lik (2009)
9. Oum featuring Don Bigg : Lik (2010)
10. Taragalte (Soul of Morocco) (2013)
11. Kekkai Sensen & BEYOND Original Soundtrack : GHADI TJI(You'll be here) feat.Oum (2017)